# 陳惠婷
陳惠婷（Chen Hui Ting，1978年4月3日—），台灣創作女歌手、音樂製作人、獨立樂團Tizzy Bac的主唱兼鍵盤手。畢業於中央大學法文系並獲得政大廣電研究所碩士學位。在2013年Tizzy Bac宣布休團後，便於隔年加入索尼音樂，並陸續發行《21克》、《成人世界》兩張個人全創作專輯。2017年Tizzy Bac宣告復出，並於2018年發行了第七張專輯《知人》。

## 經歷
陳惠婷買的第一張唱片是劉德華的，高中時和朋友追星過接招合唱團，卻因羅比·威廉斯、綠洲合唱團而開始愛上非主流音樂。陳惠婷聯考時考上輔仁大學廣告系，但因該科系必修統計學，不喜歡數學的她，為免被數字難倒，念了3天就放棄。之後她選擇重考，考上中央大學法文系，畢業後她又到政大廣電研究所攻讀碩士。
1999年，加入搖滾樂團“Tizzy Bac” 。
2003年，隨Tizzy Bac推出樂團首張音樂專輯《什麼事都叫我分心》。
2006年，隨Tizzy Bac推出樂團第二張音樂專輯《我想你會變成這樣都是我害的》。
2007年，獲得第18屆金曲獎“最佳專輯製作人獎”；同年Tizzy Bac發行了第三張專輯《聊聊吧 (Unplugged 不插電現場錄音)》。
2009年，隨Tizzy Bac推出樂團第四張音樂專輯《如果看見地獄，我就不怕魔鬼》。
2011年，推出樂團第五張音樂專輯《告密的心》。 
2013年，推出樂團第六張音樂專輯《易碎物》。
2014年，推出首張個人音樂專輯《21克》，並憑藉此專輯入圍第26屆金曲獎“最佳新人獎”。
2015年，推出第二張個人音樂專輯《成人世界》。
2017年，擔任金曲獎評審。同年7月獨立發行專輯《Voyager 3》；也代表台灣參加東京“Summer Sonic”音樂祭。
2018年，隨Tizzy Bac推出樂團第七張音樂專輯《知人》。

## 音樂作品

### Tizzy Bac

#### 正規專輯
1. 什麼事都叫我分心（2003年3月1日）（TRA Music）
2. 我想你會變成這樣都是我害的（2006年4月7日）（彎的音樂）
3. 如果看見地獄，我就不怕魔鬼（2009年2月13日）（彎的音樂）
4. 告密的心（2011年5月18日）（彎的音樂）
5. 易碎物 （2013年6月14日）（彎的音樂）
6. 知人 （2018年10月19日）（相知音樂）
7. Human Error （2022年12月20日）（相信音樂）

#### 實況專輯
1. 聊聊吧（2007年10月8日）（彎的音樂）

#### EP
1. 查理布朗與露西（2004年2月12日）（TRA Music）
2. 夏季熱（2005年8月1日）（彎的音樂）
3. 維克多的玫瑰（2007年3月30日）（彎的音樂）
4. 你們都不要變（2009年10月10日首賣）（2009年10月13日正式發行）（彎的音樂）
5. 這是因為我們能感到疼痛（2013年4月19日正式發行）（彎的音樂）
6. 甚麼事都叫平凡人分心（2023年9月22日正式發行）（相信音樂）

### 陳惠婷

#### 專輯
1. 21克（2014年）
2. 成人世界（2015年）
3. Voyager 3（2017年）
4. 王國Darktopia（2024年）

#### EP
1. 我內心的風景（2021年）

#### 單曲
1. 美好人生（2023年）

## 金曲獎
| 年份 | 屆次         | 專輯                           | 獎項             | 入圍作品                                                             | 結果 |
| ---- | ------------ | ------------------------------ | ---------------- | -------------------------------------------------------------------- | ---- |
| 2007 | 第18屆金曲獎 | 《我想你會變成這樣都是我害的》 | 最佳專輯製作人獎 | 陳惠婷、許哲毓、林前源、林揮斌、許哲珮《我想你會變成這樣都是我害的》 | 獲獎 |
| 2014 | 第25屆金曲獎 | 《這是因為我們能感到疼痛》     | 最佳作詞人獎     | Tizzy Bac《這是因為我們能感到疼痛》                                  | 提名 |
| 2015 | 第26屆金曲獎 | 《21克》                       | 最佳新人獎       | 陳惠婷《21克》                                                       | 提名 |

## 外部連結
- 陳惠婷Facebook （页面存档备份，存于）
- 陳惠婷的Instagram帳戶